# أوب

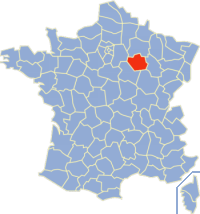
أوب

أوب (Aube) هو أحد الأقسام الإدارية في فرنسا، وعاصمته مدينة تروا. عدد سكان القسم حوالي 292131 نسمة (عام 1999). يقع شمال غرب البلد في منطقة شامبانيا. سمي القسم بهذا الاسم نسبة لنهر أوب.

## المناخ
يظهر الجدول التالي التغييرات المناخية على مدار السنة لأوب:
| البيانات المناخية لـأوب                                                                                 | البيانات المناخية لـأوب | البيانات المناخية لـأوب | البيانات المناخية لـأوب | البيانات المناخية لـأوب | البيانات المناخية لـأوب | البيانات المناخية لـأوب | البيانات المناخية لـأوب | البيانات المناخية لـأوب | البيانات المناخية لـأوب | البيانات المناخية لـأوب | البيانات المناخية لـأوب | البيانات المناخية لـأوب | البيانات المناخية لـأوب |
| الشهر                                                                                                   | يناير                   | فبراير                  | مارس                    | أبريل                   | مايو                    | يونيو                   | يوليو                   | أغسطس                   | سبتمبر                  | أكتوبر                  | نوفمبر                  | ديسمبر                  | المعدل السنوي           |
| --- | ----------------------- | ----------------------- | ----------------------- | ----------------------- | ----------------------- | ----------------------- | ----------------------- | ----------------------- | ----------------------- | ----------------------- | ----------------------- | ----------------------- | ----------------------- |
| متوسط درجة الحرارة الكبرى °م (°ف)                                                                       | 6.2 (43.2)              | 7.7 (45.9)              | 11.9 (53.4)             | 15.2 (59.4)             | 19.5 (67.1)             | 22.7 (72.9)             | 25.7 (78.3)             | 25.4 (77.7)             | 21.2 (70.2)             | 16.3 (61.3)             | 10.1 (50.2)             | 6.7 (44.1)              | 15.7 (60.3)             |
| المتوسط اليومي °م (°ف)                                                                                  | 3.1 (37.6)              | 3.7 (38.7)              | 7.0 (44.6)              | 9.5 (49.1)              | 13.7 (56.7)             | 16.7 (62.1)             | 19.3 (66.7)             | 19.0 (66.2)             | 15.4 (59.7)             | 11.6 (52.9)             | 6.6 (43.9)              | 3.8 (38.8)              | 10.8 (51.4)             |
| متوسط درجة الحرارة الصغرى °م (°ف)                                                                       | −0.1 (31.8)             | −0.3 (31.5)             | 2.0 (35.6)              | 3.7 (38.7)              | 7.8 (46.0)              | 10.7 (51.3)             | 12.8 (55.0)             | 12.6 (54.7)             | 9.6 (49.3)              | 6.8 (44.2)              | 3.0 (37.4)              | 0.8 (33.4)              | 5.8 (42.4)              |
| الهطول مم (إنش)                                                                                         | 50.5 (1.99)             | 42.1 (1.66)             | 47.7 (1.88)             | 50.9 (2.00)             | 61.7 (2.43)             | 56.6 (2.23)             | 54.4 (2.14)             | 52.2 (2.06)             | 53.3 (2.10)             | 63.6 (2.50)             | 51.2 (2.02)             | 60.6 (2.39)             | 644.8 (25.39)           |
| متوسط أيام هطول الأمطار (≥ 1 mm)                                                                        | 10.0                    | 8.4                     | 10.3                    | 9.1                     | 10.1                    | 8.6                     | 7.2                     | 7.0                     | 7.5                     | 9.6                     | 9.8                     | 10.6                    | 108.2                   |
| ساعات سطوع الشمس الشهرية                                                                                | 69                      | 88                      | 144                     | 185                     | 215                     | 229                     | 235                     | 228                     | 179                     | 124                     | 67                      | 54                      | 1٬817                   |
| المصدر: Meteorological data for Troyes – 112 m altitude, from 1981 to 2010 January 2015 باللغة الفرنسية |                         |                         |                         |                         |                         |                         |                         |                         |                         |                         |                         |                         |                         |

## معرض صور

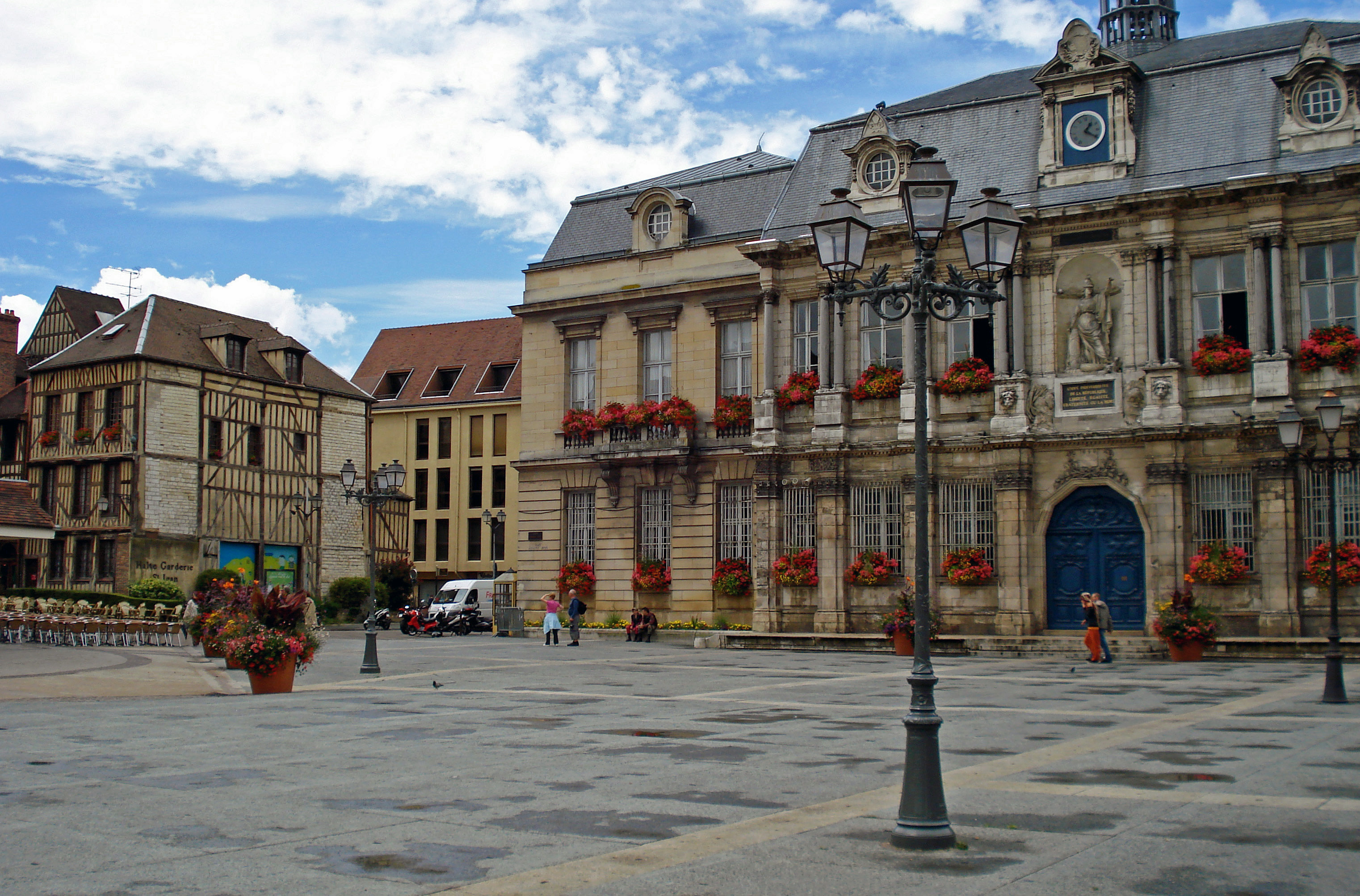
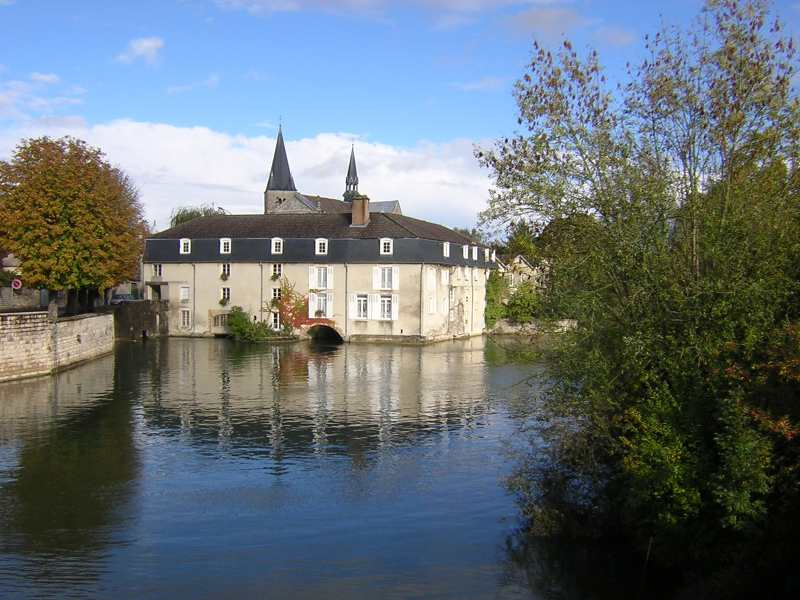
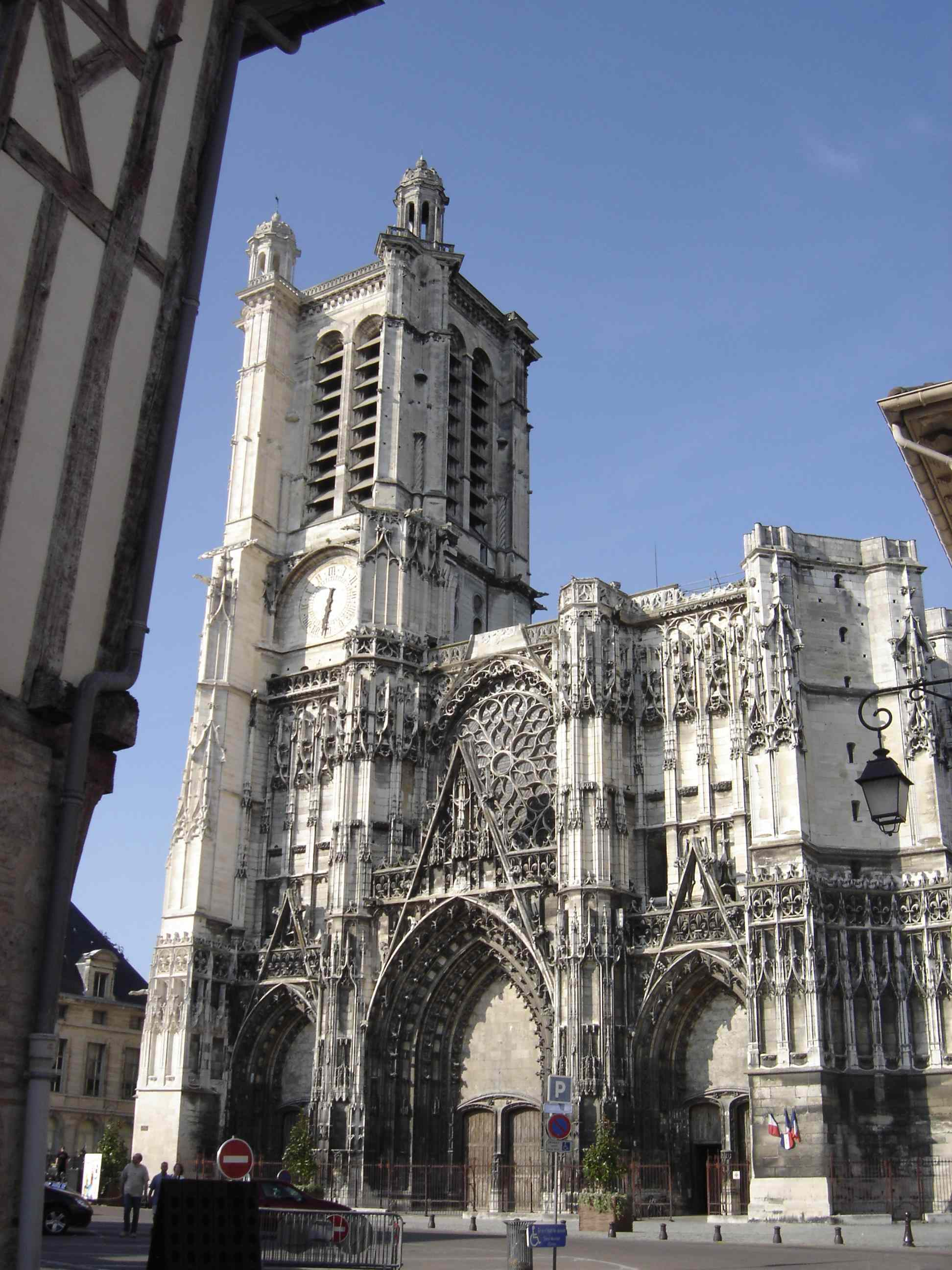
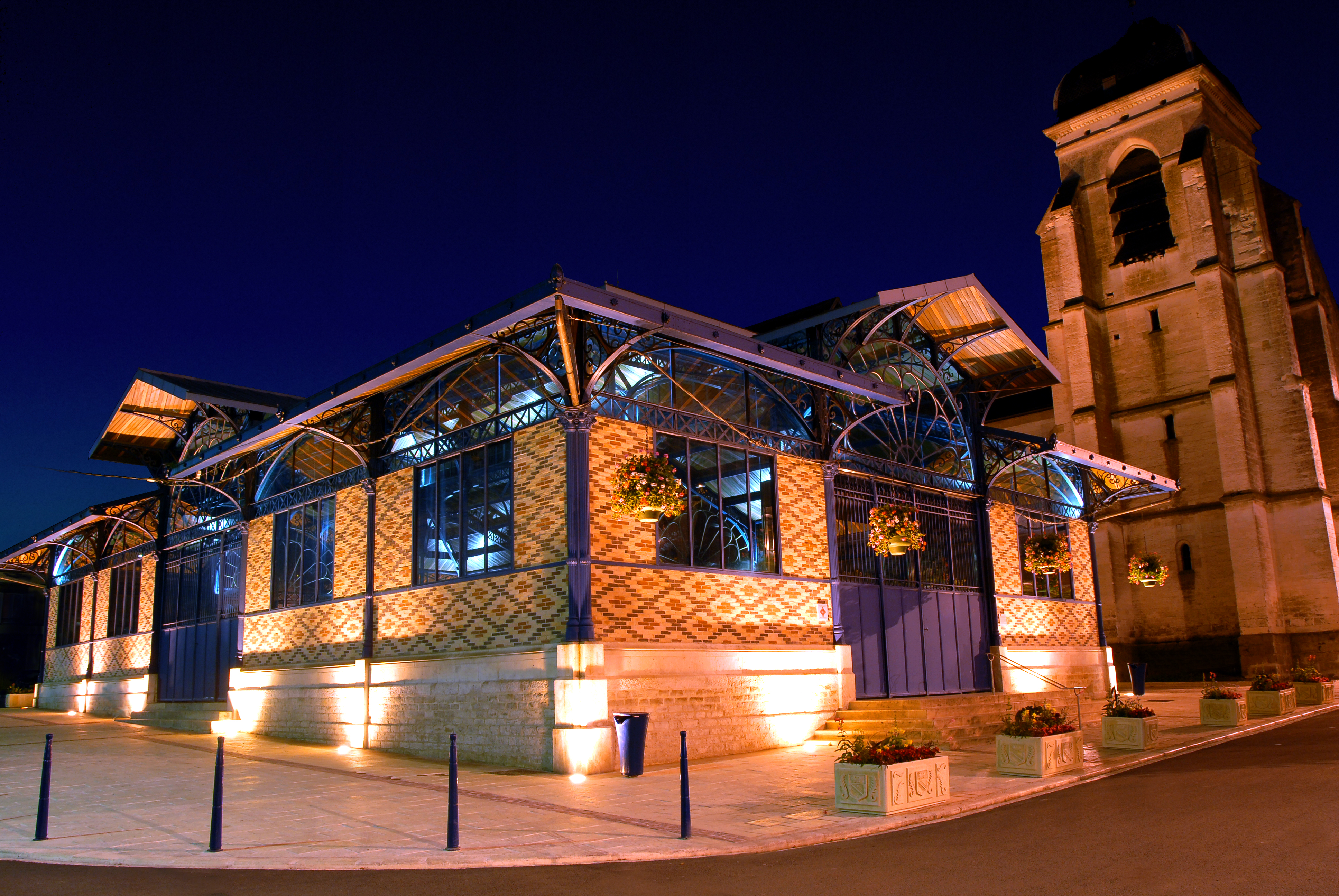
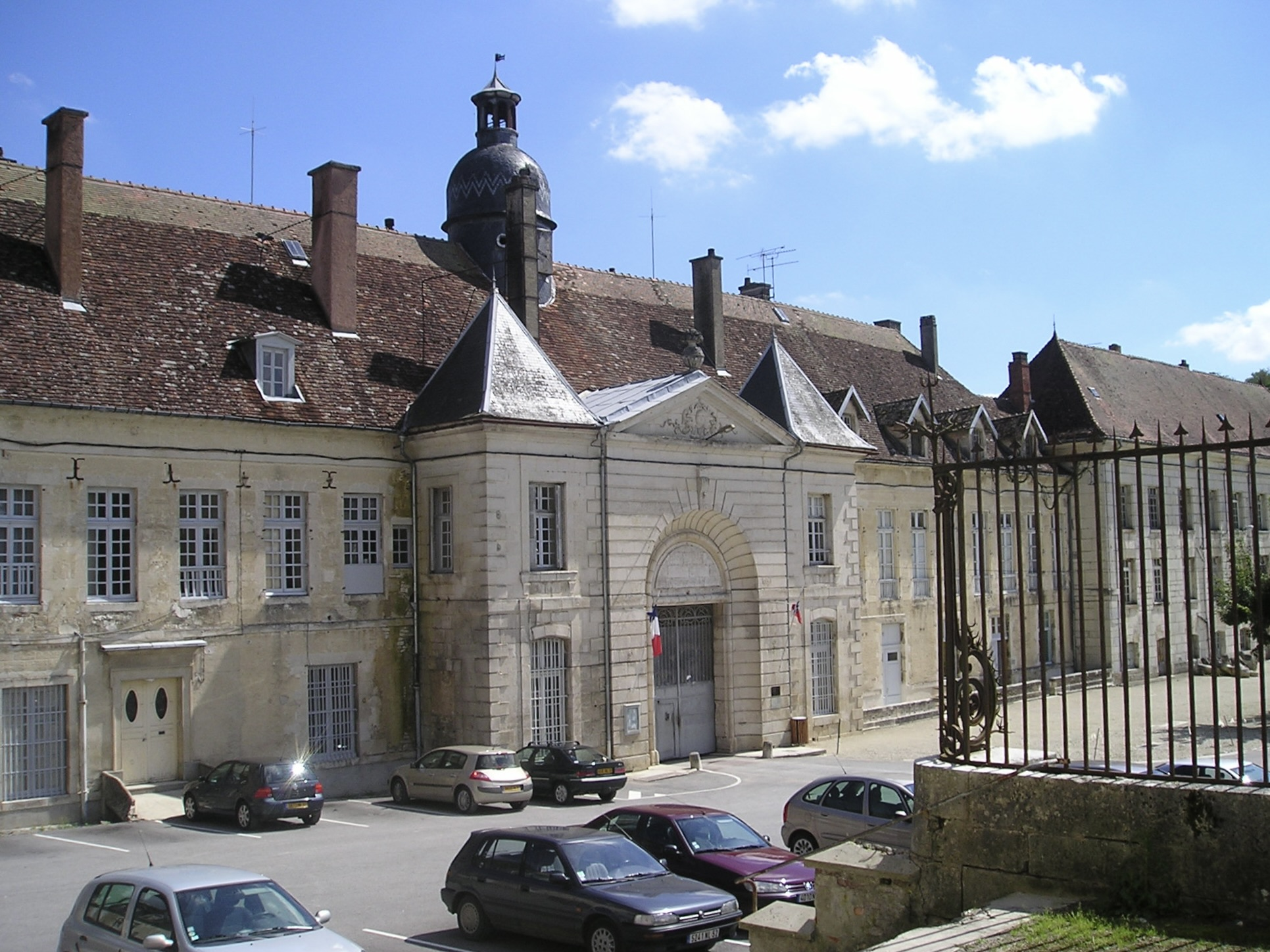

## أعلام
- بيير الثاني، كونت سان بول
- سيرج روسو
- رايموند بيكار

## وصلات خارجية
- الموقع الرسمي